# Monts Mayacamas
Les monts Mayacamas sont situés dans le Nord-Ouest de la Californie, au nord de San Francisco. Ils culminent à 1 440 m d'altitude à Cobb Mountain et s'étendent sur 85 km.